# Rochovce
Rochovce (deutsch Rachensdorf oder Rochawetz, ungarisch Rozsfalva – bis 1907 Rochfalva, älter Rohfal[v]a) ist eine Gemeinde im Osten der Slowakei mit 366 Einwohnern (Stand 31. Dezember 2024), die zum Okres Rožňava, einem Teil des Košický kraj, gehört und in der traditionellen Landschaft Gemer liegt.

## Geographie
Die Gemeinde befindet sich im Bergland Revúcka vrchovina im Slowakischen Erzgebirge, im Tal des Flüsschens Štítnik im Einzugsgebiet der Slaná. Das Ortszentrum liegt auf einer Höhe von 384 m n.m. und ist 21 Kilometer von Rožňava entfernt.
Nachbargemeinden sind Slavošovce im Westen, Nordwesten und Norden, Markuška im Nordosten, Koceľovce im Osten, Ochtiná im Südwesten und Süden sowie Jelšava (über einen Punkt) und Magnezitovce (Ortsteil Kopráš) im Südwesten.

## Geschichte

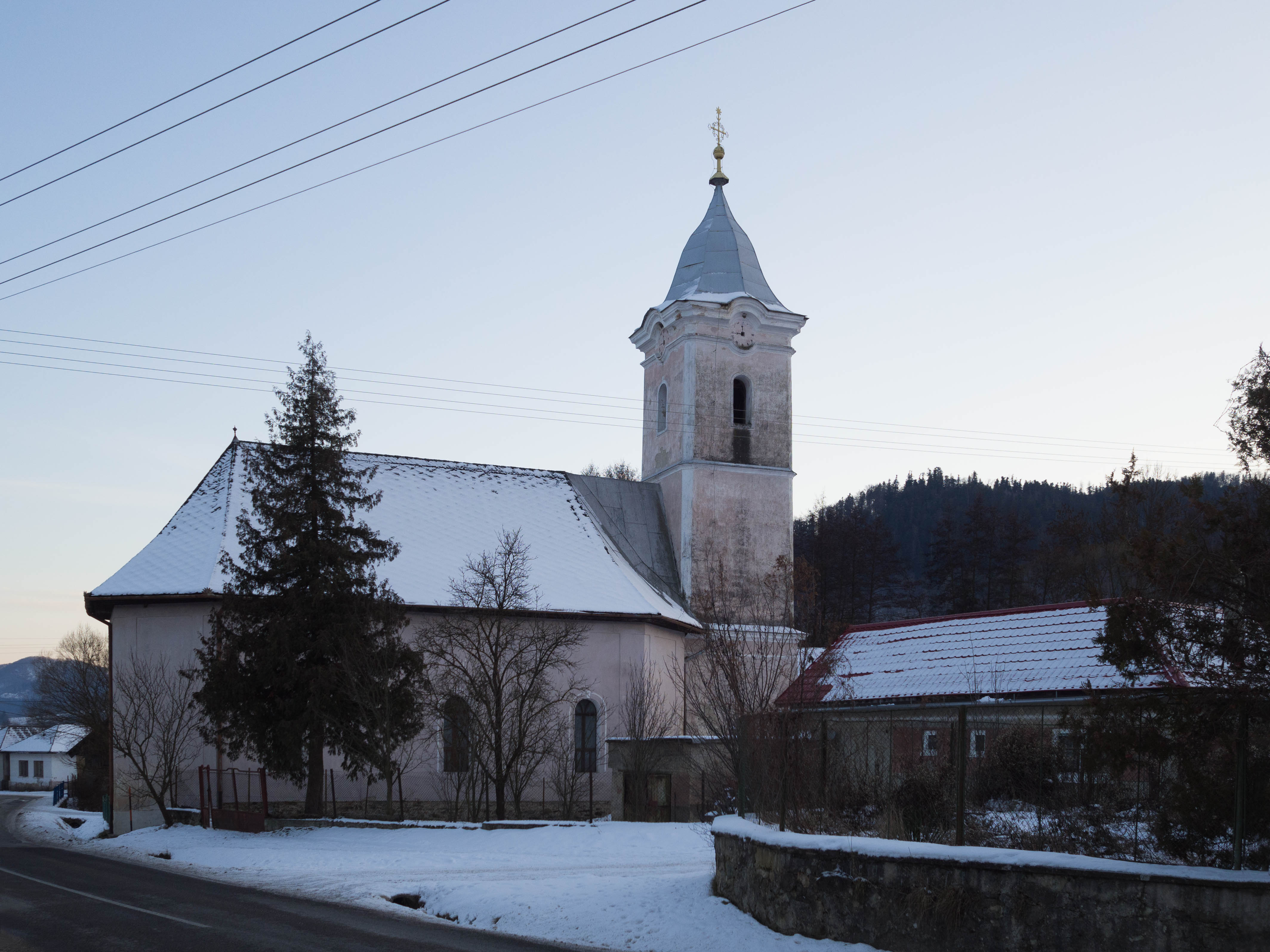
Evangelische Kirche in Rochovce

Rochovce wurde zum ersten Mal 1318 als Rezemch schriftlich erwähnt, weitere historische Bezeichnungen sind unter anderen Rohfolua (1320), Felsewrohfalwa (1469), Rohowcz (1556) und Rochowcze (1773). Das Dorf entstand um die Wende vom 13. zum 14. Jahrhundert als Bergbausiedlung und war Besitz des Geschlechts Bebek (Pleissnitzer Linie), das hier im Jahr 1427 30 Porta besaß, ab dem 17. Jahrhundert lag es im Herrschaftsgebiet der Burg Krásna Hôrka. Zwischenzeitlich teilte sich Rochovce in zwei Ortsteile, Nižné Rochovce und Vyšné Rochovce, die sich gegen 1550 wieder vereinigten. Eine Pestepidemie in den Jahren 1709 und 1710 kostete 180 Einwohner das Leben. 1773 wohnten hier 50 leibeigene Bauern- und 16 Untermieterfamilien, 1828 zählte man 72 Häuser und 596 Einwohner. Ab dem Jahr 1774 arbeitete im Ort eine Papiermanufaktur, die den Betrieb 1862 einstellen musste, dazu gab es in der ersten Hälfte des 19. Jahrhunderts Eisenerzbergwerke.
Bis 1918/1919 gehörte der im Komitat Gemer und Kleinhont liegende Ort zum Königreich Ungarn und kam danach zur Tschechoslowakei beziehungsweise heute Slowakei.

## Bevölkerung
| Jahr                | 1994 | 2004    | 2014    | 2024    |
| ------------------- | ---- | ------- | ------- | ------- |
| Anzahl der Personen | 297  | 322     | 339     | 366     |
| Unterschied         |      | +8,41 % | +5,27 % | +7,96 % |

| Jahr                | 2023 | 2024    |
| ------------------- | ---- | ------- |
| Anzahl der Personen | 363  | 366     |
| Unterschied         |      | +0,82 % |

Nach der Volkszählung 2011 wohnten in Rochovce 338 Einwohner, davon 313 Slowaken, jeweils sieben Magyaren und Roma und zwei Tschechen. 10 Einwohner machten keine Angabe zur Ethnie.
153 Einwohner bekannten sich zur Evangelischen Kirche A. B., 19 Einwohner zur römisch-katholischen Kirche, sieben Einwohner zur evangelisch-methodistischen Kirche und ein Einwohner zu den christlichen Gemeinden. 125 Einwohner waren konfessionslos und bei 33 Einwohnern wurde die Konfession nicht ermittelt.

## Baudenkmäler
- evangelische Toleranzkirche aus den Jahren 1784–85, der Turm wurde erst 1922 gebaut[6]